# Kristián Vallo
Kristián Vallo (Žilina, 2 giugno 1998) è un calciatore slovacco, attaccante del Karviná.

## Caratteristiche tecniche
È un'ala destra che può svariare su tutta la fascia, ricoprendo occasionalmente il ruolo di terzino.

## Carriera

### Club
Cresciuto nelle giovanili dello Žilina, ha esordito in prima squadra il 12 marzo 2016 in occasione del match di campionato perso 2-0 contro il Podbrezová.

### Nazionale
Il 22 settembre 2022 esordisce in nazionale maggiore.

## Statistiche

### Presenze e reti nei club
Statistiche aggiornate al 14 giugno 2018.
| Stagione        | Squadra         | Campionato      | Campionato | Campionato | Coppe nazionali | Coppe nazionali | Coppe nazionali | Coppe continentali | Coppe continentali | Coppe continentali | Altre coppe | Altre coppe | Altre coppe | Totale | Totale | Totale |
| Stagione        | Squadra         | Comp            | Pres       | Reti       | Comp            | Pres            | Reti            | Comp               | Pres               | Reti               | Comp        | Pres        | Reti        | Pres   | Reti   |        |
| --------------- | --------------- | --------------- | ---------- | ---------- | --------------- | --------------- | --------------- | ------------------ | ------------------ | ------------------ | ----------- | ----------- | ----------- | ------ | ------ | ------ |
| 2014-2015       | Žilina II       | 1L              | 7          | 1          |                 | -               | -               |                    | -                  | -                  |             | -           | -           | 7      | 1      |        |
| 2015-2016       | Žilina II       | 1L              | 24         | 3          |                 | -               | -               |                    | -                  | -                  |             | -           | -           | 24     | 3      |        |
| 2016-2017       | Žilina II       | 1L              | 18         | 5          |                 | -               | -               |                    | -                  | -                  |             | -           | -           | 18     | 5      |        |
| 2017-2018       | Žilina II       | 1L              | 9          | 2          |                 | -               | -               |                    | -                  | -                  |             | -           | -           | 9      | 2      |        |
| 2015-2016       | Žilina          | SL              | 2          | 0          | CS              | 1               | 0               |                    | -                  | -                  |             | -           | -           | 3      | 0      |        |
| 2016-2017       | Žilina          | SL              | 13         | 0          | CS              | 2               | 0               |                    | -                  | -                  |             | -           | -           | 15     | 0      |        |
| 2017-2018       | Žilina          | SL              | 16         | 0          | CS              | 0               | 0               | UCL                | 2                  | 0                  |             | -           | -           | 18     | 0      |        |
| Totale carriera | Totale carriera | Totale carriera | 89         | 11         |                 | 3               | 0               |                    | 2                  | 0                  |             | -           | -           | 94     | 11     |        |